# György Ugray

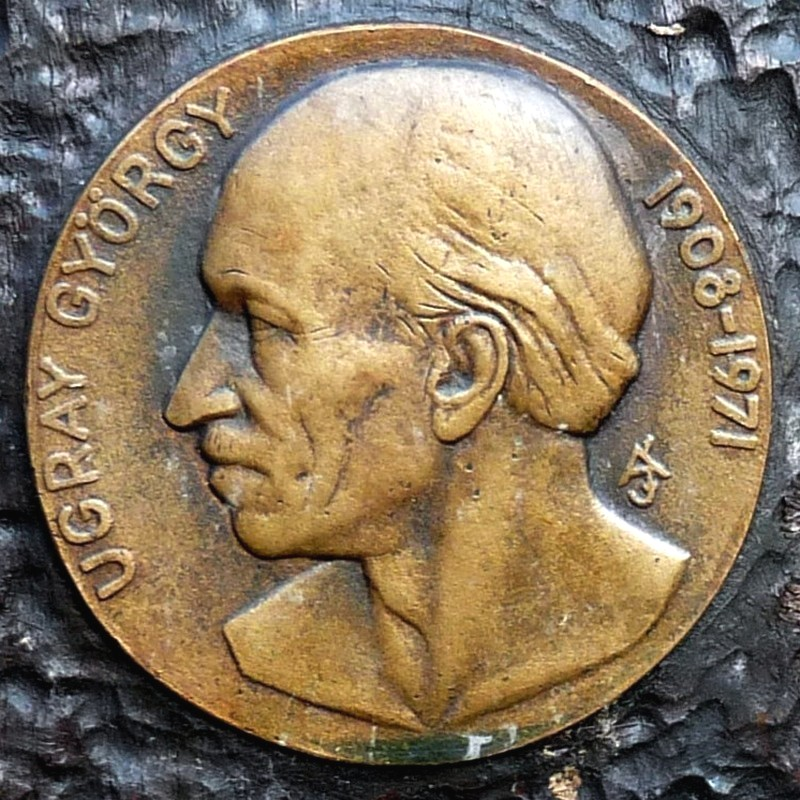
Porträt von György Ugray auf der Plakette von József Ács

György Ugray (* 16. Februar 1908 in Dicsőszentmárton, Österreich-Ungarn; † 21. November 1971 in Budapest, Ungarn) war ein ungarischer Bildhauer.

## Leben und Wirken

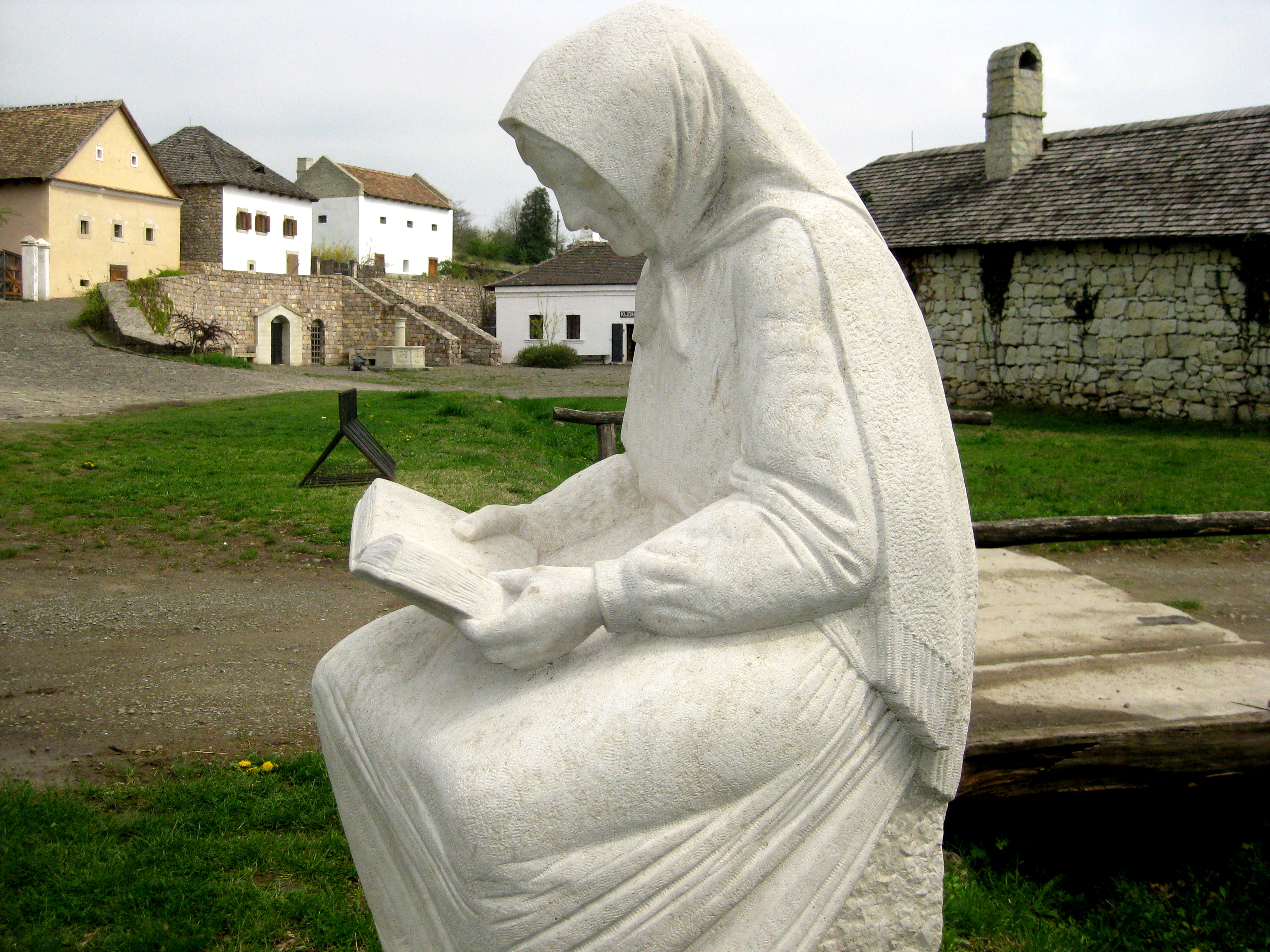
Lesende alte Frau von György Ugray im Freilichtmuseum in Szentendre

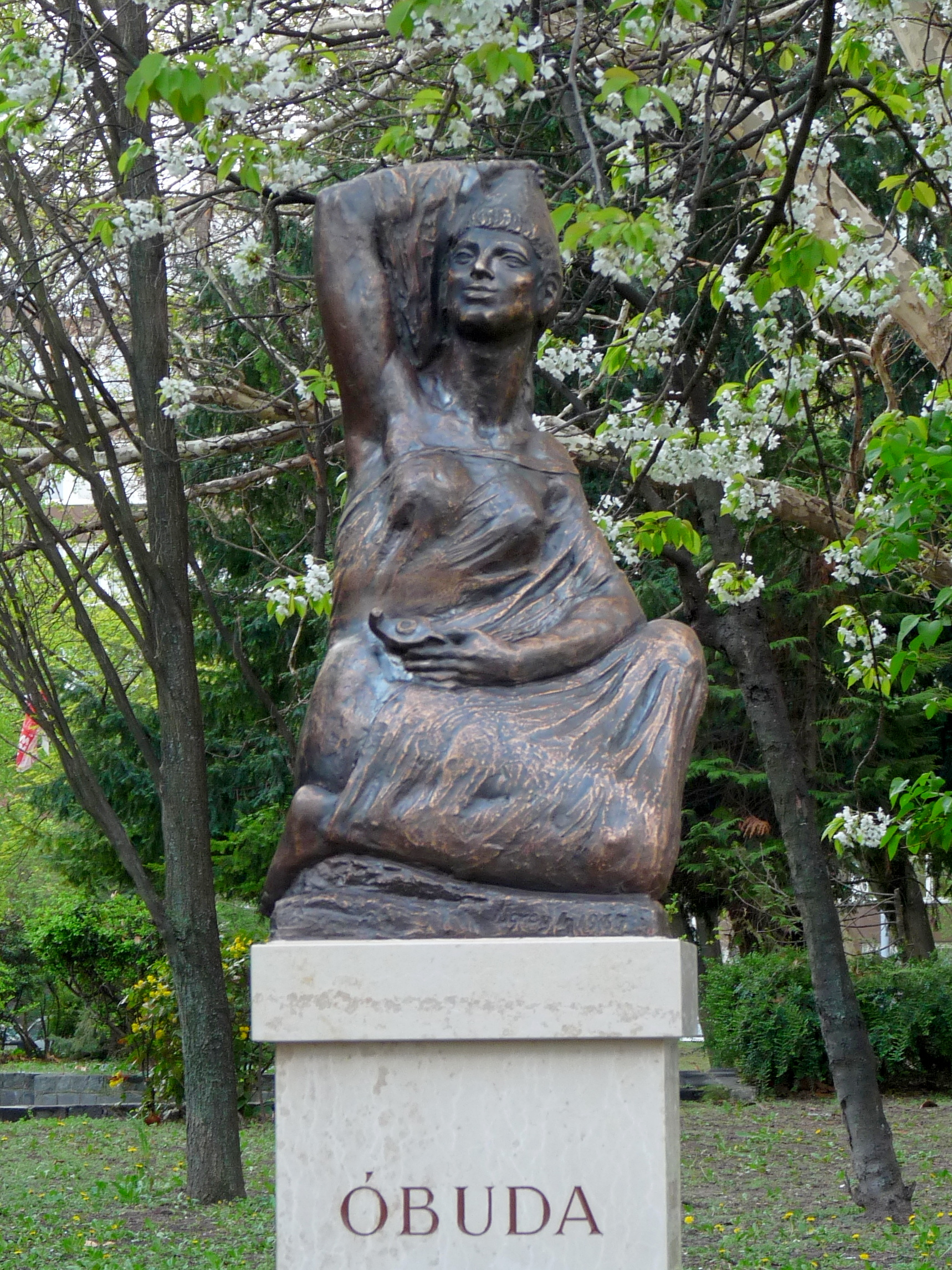
Óbuda von György Ugray im 3. Bezirk von Budapest

Seine Familie stammte aus Siebenbürgen (Erdély), damals Königreich Ungarn. Der Vater, Gábor Ugray, war Tierarzt – die Mutter hieß Klára Ziegler. Er hatte drei Brüder und vier Schwestern.
In Marosvásárhely ging er zur Schule, die Weiterbildung im Bolyai Farkas Liceum musste er aber 1920 abbrechen. Sein Vater war verstorben. Zwei seine Brüder hielten sich in Ungarn auf, und als der älteste Sohn, der noch zu Hause war, musste er seine Mutter und fünf Geschwister finanziell unterstützen. Er begann eine Tischlerlehre, die er auch abschloss.
Da er zu Hause keine Weiterbildungsmöglichkeit fand, zog er 1926 nach Ungarn. In der Ganz-Fabrik nahm er eine Stelle als Tischler an. Gleichzeitig besuchte er in Budapest ein Gymnasium und bestand dort nach vier Jahren das Abitur. In seiner Freizeit nahm er jegliche Arbeiten an, um seine Ausbildung zu finanzieren.
1930 schaffte er die Aufnahme in die Hochschule für Kunsthandwerk und Gestaltung. Dort waren Lajos Mátrai, Imre Simay und József Reményi seine Lehrer. Nach seinem Abschluss konnte er auf Grund seiner Begabung 1935 sein Studium sofort an der Ungarischen Akademie der bildenden Künste („MKE“)  fortsetzen. Sein Lehrmeister wurde Jenő Bory, dessen Assistent er für vier Jahre wurde. Er entwarf für die Weltausstellung 1937 in Paris die zwei Plakate für den ungarischen Pavillon. Ab 1938 nahm er regelmäßig an Ausstellungen in der Kunsthalle Budapest teil. Er gewann mehrere Ausschreibungen.
1940 ging er nach Rom mit einem staatlichen Stipendium für das Collegium Hungaricum. Von 1940 bis 1941 bildete er sich in Rom weiter und war künstlerisch tätig. In dieser Zeit schuf er die Statuen Flora, Primavera, Pieta und Heiliger Stephan. Er hatte erfolgreiche Ausstellungen in Italien, so in Rom und Padua – mehrere Werke wurden auch gekauft. Die Büste von Farkas Bolyai erhielt der Mathematik-Lehrstuhl der Universität Rom. Die Statue Heiliger Stephan sowie das Relief-Porträt von Vilmos Fraknói, dem Gründer des Ungarischen Historischen Instituts in Rom erhielt die Römische Ungarische Akademie (heute: Collegium Hungaricum, Ungarisches Kulturinstitut).
Nach Ablauf des Stipendiums bekam er einen Auftrag von einem wohlhabenden italienischen Unternehmer aus Palestrina, nahe der Hauptstadt Rom. Auf dessen Grundstück schuf Ugray in mehr als einem Jahr im Park der Villa Torresina mehrere neoklassizistische Marmor-Statuen. 1943 kehrte er mit seiner Familie zurück  nach Ungarn, wo er sich in Óbuda, dem III. Stadtbezirk von Budapest, niederließ. Hier konnte  er sich aber beruflich nicht entfalten.
Zum  Ende des Zweiten Weltkriegs wurde er zum Militär einberufen und geriet in sowjetische Kriegsgefangenschaft, aus der erst 1948 zurückkehrte. Seinen Wunsch, künstlerisch kreativ zu sein, behielt er auch im Gefangenenlager, aber sein Gesundheitszustand verschlechterte sich zusehends. Nach seiner Rückkehr litt er noch zwei Jahre unter den Folgen.
Um den Unterhalt seiner Familie zu sichern, nahm er eine Stelle als Modelltischler in einer Metall- und Werkzeugbau-Fabrik an. Hier organisierte und leitete er mit der Zustimmung der Fabrikleitung eine freie Schule für Bildende Kunst. Erst 1956 erhielt er zwei Aufträge für Reliefs, daneben entwarf er mehrere Medaillen. Später nahm er eine Stelle in einer Kunstwerkstatt (Képzőművészeti Alap Kivitelező Vállalat) an. Hier bearbeitete er Statuen und schuf Vergrößerungen von Werken anderer Künstler.
Für die Ausführung von eigenen künstlerischen Arbeiten erhielt er selten Aufträge. 1959 schuf er das Relief Samu Czabán, 1966 das Relief Heilung (Gyógyitás), danach ein Relief Leó Frankel. 1968 erzielte er in einer Ausstellung in der Kunsthalle Budapest mit dem Holzrelief Dózsa, das 15 Personen aus dem Bauernkrieg darstellte, einen solchen Erfolg, dass der Rat des Budapester III. Bezirkes dieses käuflich erwarb und im Festsaal ausstellte. Den ersten Entwurf dieses Reliefs schenkte der Ministerialrat der Mongolei. Noch dynamischer war sein fünf Meter langes Holzrelief mit Motiven der Revolution von 1919. Dieses erwarb die Parteizentrale des III. Bezirkes. Er betätigte sich auch als Restaurator und führte kleinere Aufträge aus. So schuf er zum Beispiel Figuren für die Geisterbahn des Vergnügungsparks in Budapest. Der schwer erkrankte Künstler konnte sein Werk Kelemen Kőműves nicht mehr beenden – aber selbst im Krankenhaus entwarf er noch ein Relief mit dem Motiv des gekreuzigten Apostels Andreas.
György Ugray zählt zur dritten ungarischen Generation der Römischen Schule. In seinen Darstellungen bildete der menschliche Körper den Mittelpunkt – klassisch und realistisch. Die meisten seiner Werke blieben aber nur Entwürfe.
Einen Teil davon zeigte dann die Familie in einem Hausmuseum, das anlässlich seines 23. Todestages eröffnet wurde. Die meisten seiner Werke wurden nach dem Wechsel des politischen Systems von öffentlichen Plätzen und Einrichtungen entfernt. Mehrere Entwürfe wurden aber zwischenzeitlich in Bronze gegossen, bzw. in Stein gehauen und an angemessenen Stellen aufgestellt.
Am 5. Dezember 1939 heiratete er in Budapest Magdolna Bervanger. Aus der Ehe gingen fünf Kinder hervor, drei Töchter, Magda, Klára und Katalin und zwei Söhne, Gábor (der nach vier Monaten verstarb) und György. Die Familie lebte in Óbuda, erst in der Lajos utca (Ludwigsstraße) dann in der Kórház utca (Krankenhausstraße). Dort war auch das Atelier von Ugray. Seine Ehefrau Magdolna arbeitete als Lehrerin, gleichfalls im III. Stadtbezirk (Óbuda).
Der Sohn György Ugray junior (geboren am 3. April 1945 in Budapest) wurde auch Bildhauer.
1971 starb Ugray an einer unheilbaren Krankheit. Er fand seine letzte Ruhestätte auf dem Friedhof von Óbuda. Sein Sohn errichtete auf seinem Grab eine kunstvoll geschnitzte Grabsäule (Kopjafa). Auf ihr ist eine Bronzeplakette mit seinem Porträt angebracht, von József Ács gestaltet. Das Grab steht seit 2020 unter dem Schutz des Institutes für Nationales Erbe (Nemzeti Örökség Intézete).